# Лямус

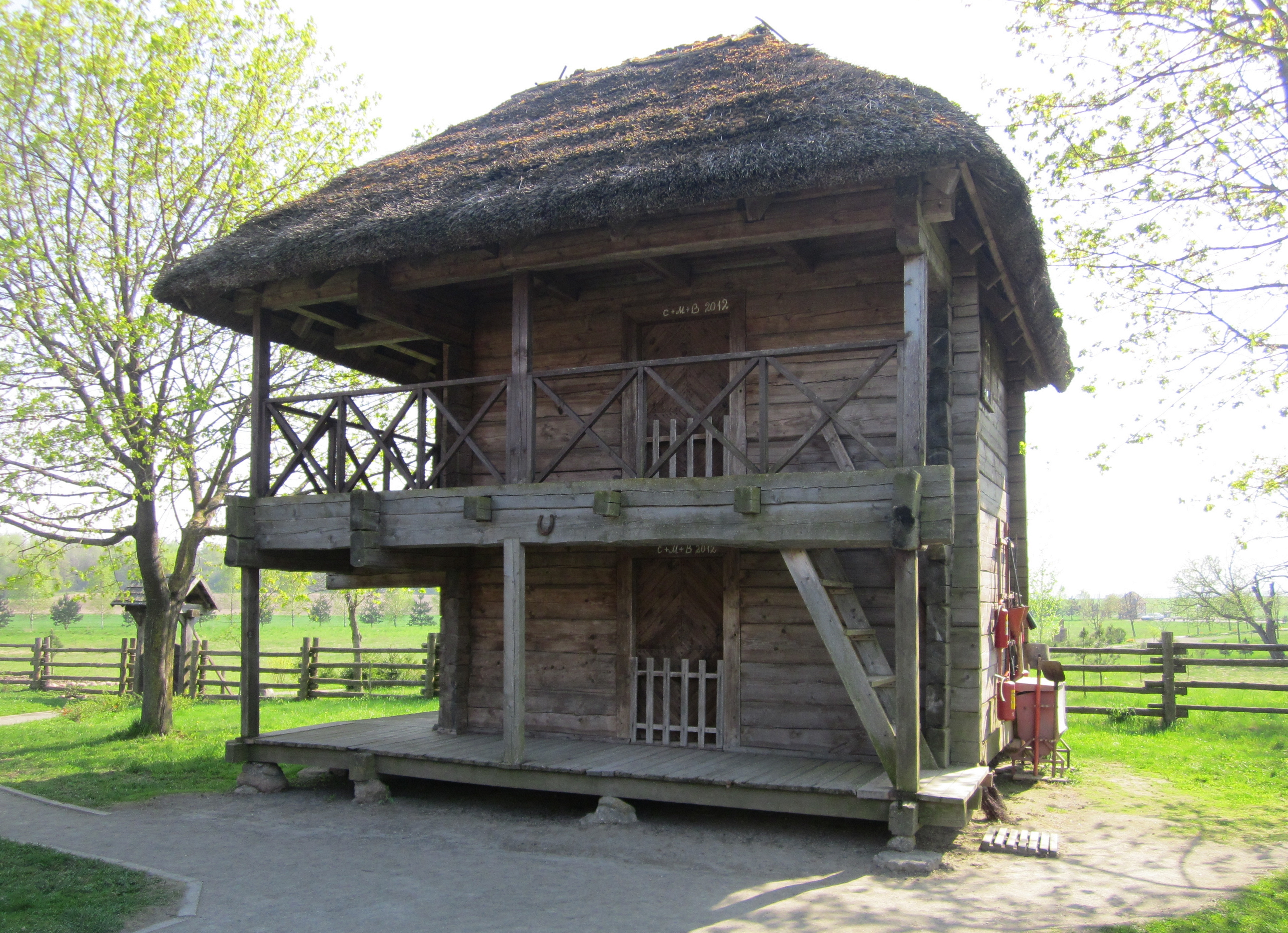
Лямус садиби Мицкевичей в Заосье

Ля́мус (пол. lamus, lemus, нім. Lehmhaus від Lehm — «глина» та Haus — «будинок») — господарська будівля для збереження харчових продуктів, одягу, зерна, знарядь праці, цінного майна, a також для житла влітку.

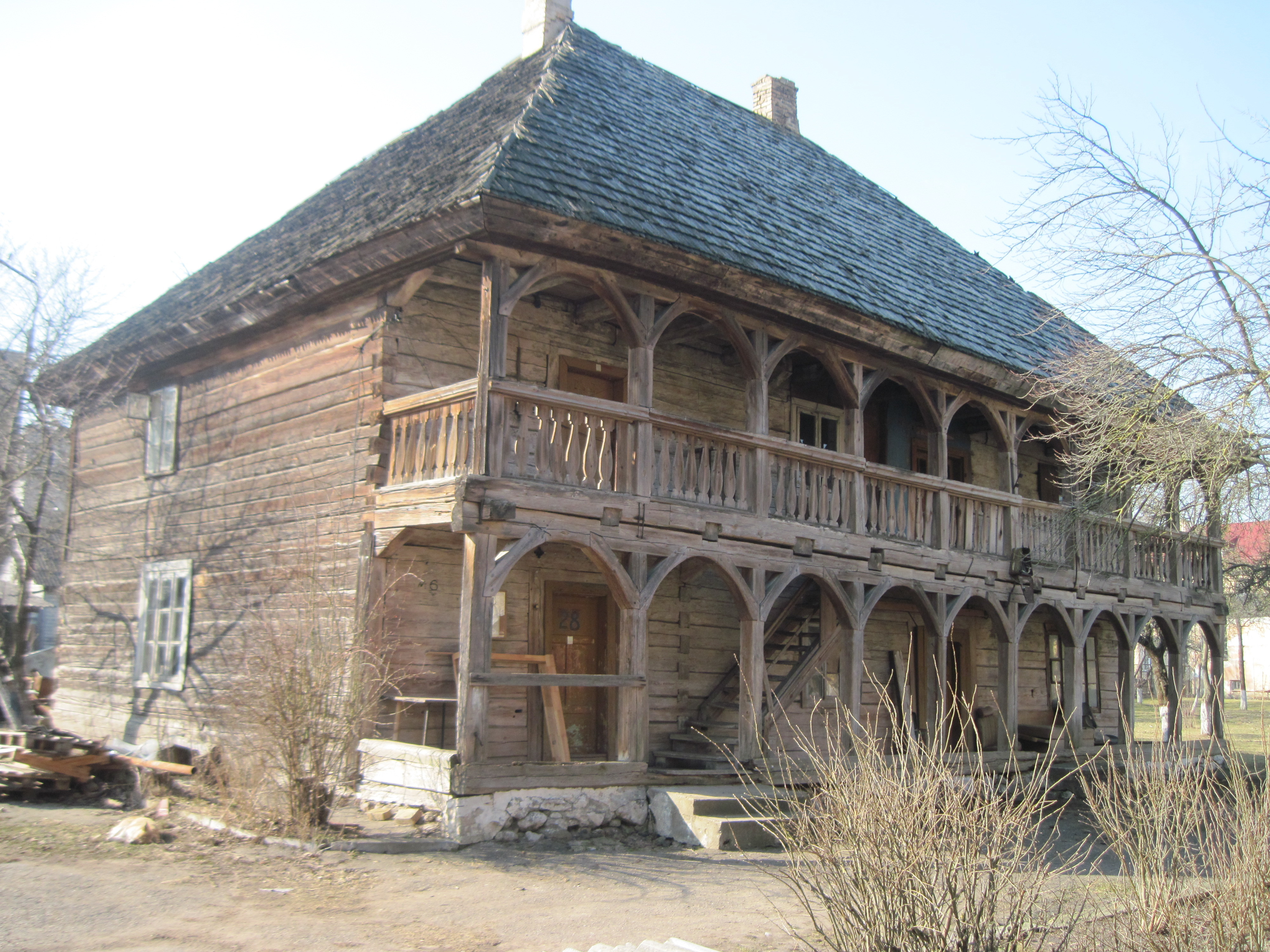
Дерев'яний лямус Бригитского монастиря у Гродно

Лямуси розповсюдилися у XVIII—XIX ст. Будувалися частіше за все в містах, садибах, рідше — у селянських дворах. Відомі головним чином в Західній Білорусі, а також в Литві і Польщі.
У Білорусі будували з дерева, цегли, каменю або в техніці «прусського муру». Були одно-триповерхові, прямокутні або квадратні в плані, завершені двосхильними шатровими або ламаними дахами.
Поміщицькі лямуси, т. зв. скарбці, будувалися з каменю, але і кам'яним міг бути тільки перший поверх. Тут зберігали стару зброю, книги, документи, збрую, скрині, мідь, цинк, олово та ін. У шляхетських і селянських садибах зводили дерев'яні лямуси, переважно для зберігання вугілля, продовольства, різних знарядь праці. Другий поверх в літній час використовувався, зазвичай молоддю, як житлова кімната. Стіни іноді зовні штукатурили, а в фундаментах робили погреби.
У селянських садибах зустрічалися більш скромні споруди, які за своєю формою і конструкції майже не відрізнялися від одноповерхових комор.

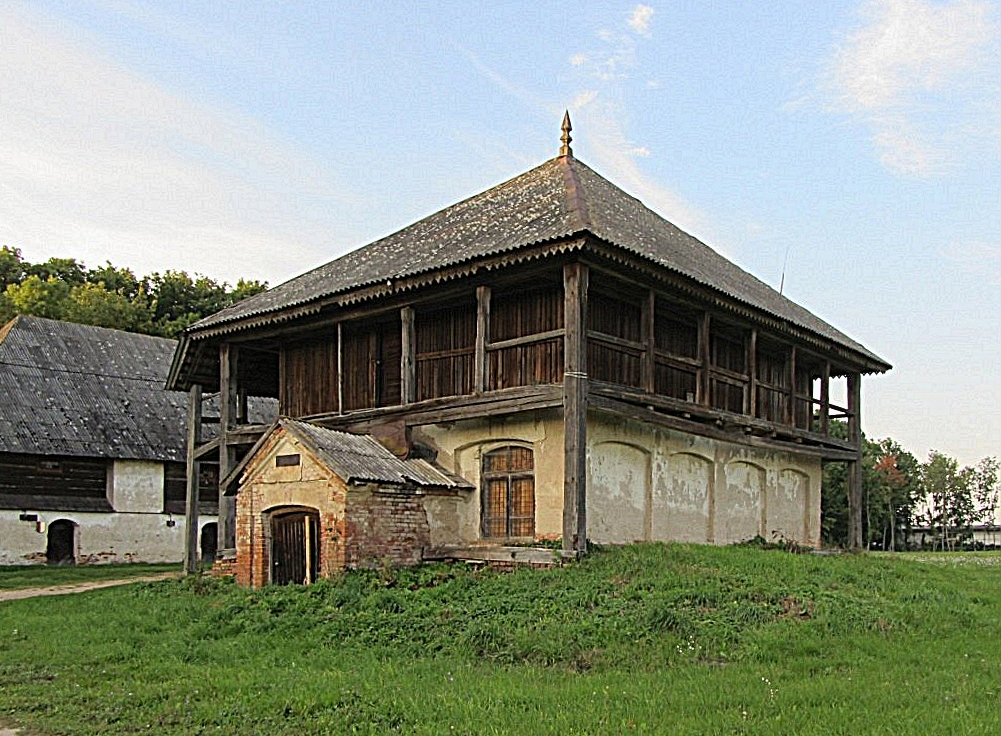
Лямус у с. Велике Можейково

По композиції лямуси поділялися на центричні та фронтальні. Лямусы центричною композиції мали квадратний або багатокутовий (зазвичай восьмигранний) план. Другий і третій поверхи зазвичай були з балюстрадними галереями по периметру (Ошмяни, село Велике Можейково Щучинського району, село Ново-Ясневичі Поставського району).
Лямуси фронтальної композиції були зазвичай двоповерхові, мали в плані форму витягнутого прямокутника (рідше квадрата). Великі лямуси в містах зазвичай мали галерею тільки з одного, поздовжнього  боку (Гродно), інші мали дві галереї, які суміжно розташовувалися, що давало можливість стикувати лямус з іншими садибними будівлями або зорієнтувати галерею в бік двору (Клецьк, Пінський район, село Заосся Барановицького району). В обох випадках дах може бути двосхилим, чотирисхилим і шатровим.
У лямусах, які мали периметральну галерею, дах лежав на опорах, які формували цю галерею (с. Довге Городнянського району, Букрабавщина Пружанського району). Фасади таких лямусів рівноцінні і симетричні. Об'ємно-просторова композиція відрізнялася центричністтю. Сходи ставали уздовж стіни в межах галереї. Колонки галереї могли бути окремими для кожного поверху і цільними — на всю висоту будівлі. У ряді випадків стовпчики робилися тільки на другому поверсі і спиралися на випуски біля міжповерхового перекриття.

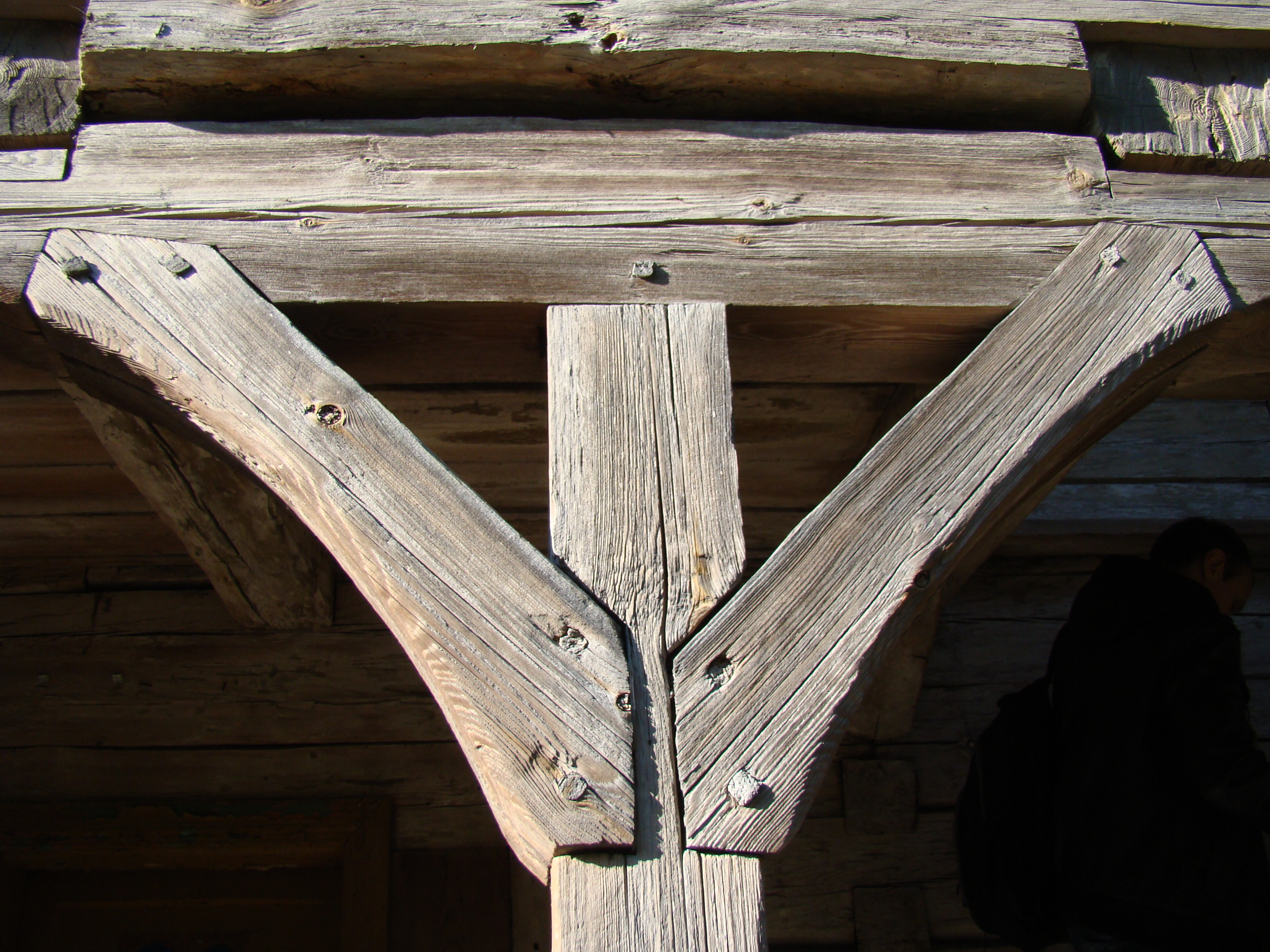
Підкоси гродненського лямуса

Основними конструктивно-декоративними деталями стають підкоси, яким надавався криволінійний абрис у нижній частині. Складна конфігурація не тільки надавала міцність карнизу, але і створювало подобу аркади. Крім того, для обробки галерей іноді використовувалися підвіси. Через підгнивання низу колонок першого поверху колону підпилювали трохи нижче підкосу, а кінець фігурно обробляли. З часом підвіси стали чисто декоративним елементом і розташовувалися в проміжках між стовпами під час будівництва. Особливо широке поширення підвіси отримали в Польщі у XVIII—XIX вв.
Огорожі галерей мали мотиви балясин і решіток. Наявність таких елементів надавала спорудам незвичайну пригожість і мальовничість, будучи предметом гордості власника.
Найбільш відомий лямус на території Білорусі: лямус Бригитського монастиря в Гродно — найстаріший дерев'яний будинок в Білорусі.